# Cratere Chevallier
Chevallier è un cratere lunare di 51,83 km situato nella parte nord-orientale della faccia visibile della Luna, a sud-est del cospicuo cratere Atlas e a nord-nord-ovest del cratere Shuckburgh, invaso dalla lava. Appena ad ovest del bordo esterno, si trova il cratere Atlas A, dal bordo affilato e dalla forma a tazza.
Di questo cratere rimane poco più che una modesta traccia circolare che si innalza da una superficie coperta da lava. Di questo perimetro alcune sezioni sono più evidenti, in particolare verso nord-est, dove si fonde con una formazione composta da due crateri, entrambi invasi dalla lava. Il pianoro interno è completamente coperto dalla lava, così come il territorio circostante. Nella zona orientale si trova il cratere satellite Chevallier B, coperto solo parzialmente dalla colata.
Il cratere è dedicato all'astronomo e matematico britannico Temple Chevallier.

## Crateri correlati
Alcuni crateri minori situati in prossimità di Chevallier sono convenzionalmente identificati, sulle mappe lunari, attraverso una lettera associata al nome.
| Chevallier | Coordinate            | Diametro (in km) |
| ---------- | --------------------- | ---------------- |
| B          | 45°09′00″N 51°57′36″E | 12,05            |
| F          | 46°12′N 56°36′E       | 8,53             |
| K          | 43°31′12″N 50°51′36″E | 5,56             |
| M          | 46°02′24″N 51°09′36″E | 16,27            |